# 李伟军
李伟军（Li Weijun，1981年12月1日—），中國足球運動員，出生於廣東省五華縣，擔任守門員。

## 球員生涯
2001年，20歲的李偉軍加盟深圳科健，展開職業足球員生涯。
李偉軍於2004年轉投南城地产，2005年再轉會中國足球甲級聯賽球會安徽九方。
於2008至09年度球季，擔任安徽九方隊長的李偉軍，以20萬轉會費加盟香港甲組足球聯賽球會南華，原擬用以代替入獄的正選門將張春暉
，惟因表現未如理想，於2009年1月遭南華解約。
2009年2月，李偉軍以自由身加盟中甲球會廣東日之泉。
2013年，李偉軍加盟梅州客家。
2016年10月6日，李偉軍正式宣布退役。

## 外部連結
- 香港足球總會網頁球員註冊資料 （页面存档备份，存于）
- 南華足球隊官方網頁球員資料